# 阿默湖畔雄多夫
阿默湖畔雄多夫（德語：Schondorf am Ammersee，發音：[ˈʃoːnˌdɔʁf ʔam ˈʔamɐˌzeː] ⓘ）是德国巴伐利亚州上巴伐利亚行政区莱希河畔兰茨贝格县的市镇，面积6.59平方千米，2023年12月31日人口为4,137人。